# John Russell (1er comte Russell)
Pour les articles homonymes, voir Russell et John Russell.
John Russell (18 août 1792, Mayfair, Londres - 28 mai 1878 Richmond Park, Surrey), 1er comte Russell, est un homme d'État libéral du Royaume-Uni.

## Biographie
John Russell est le fils cadet du 6e duc de Bedford. À ce titre, il est longtemps appelé Lord John Russell. En 1861, il est créé comte Russell et alors connu sous le nom de Lord Russell. Il est deux fois premier ministre, la première fois de 1846 à 1852 et la seconde de 1865 à 1866.
Russell entre en politique en 1826 et occupe plusieurs postes ministériels avant et après ses mandats de premier ministre. Il est secrétaire pour les colonies de 1839 à 1841 et en 1855. C’est lui qui, lors de ce mandat, approuve l’octroi du gouvernement responsable à la province du Canada. Il est très connu comme libéral et un fidèle partisan de la réforme ayant pour but d’étendre le droit de vote à davantage d’hommes des classes populaires du Royaume-Uni.
Concernant la situation politique au Bas-Canada, Russell présente, le 6 mars 1837, dix résolutions au Parlement de Londres en réponse au rapport d’enquête de lord Gosford concernant les 92 résolutions des Patriotes. Ces résolutions réclament en particulier l'électivité du Conseil législatif. Russell est d'avis que cela revenait à céder aux intérêts de rebelles et que le conseil colonial ne devrait pas être en position de conseiller les dirigeants et lords. Les dix résolutions de Russell rejettent donc les réformes proposées par les Patriotes, et elles permettent au gouverneur d’utiliser les fonds publics sans avoir l’accord de la Chambre d’Assemblée. Les dix résolutions Russell seront à l'origine des troubles au Bas-Canada entre les fanatiques loyalistes (les "Bureaucrates") et les démocrates Patriotes, au cours des années 1837 à 1839.
Son fils le vicomte Amberley étant mort avant lui, il recueille la tutelle de ses petits-fils Francis, qui lui succède comme comte Russell, et Bertrand, le célèbre philosophe.

## Distinctions honorifiques

Armoiries de la famille Russell

- - Comte
- - KG
- - GCMG